# Chelonioidea
Los quelonioideos (Chelonioidea) son una superfamilia de tortugas que comprende las tortugas marinas. Consta de dos familias actuales: Cheloniidae y Dermochelyidae, que incluyen siete especies vivas. Algunas de estas especies viven en todos los océanos, excepto en las regiones polares, y hacen grandes migraciones, como la tortuga verde (Chelonia mydas), la tortuga de carey (Eretmochelys imbricata), la tortuga boba (Caretta caretta) o la tortuga laúd (Dermochelys coriacea). Otras tienen una distribución mucho más limitada como la tortuga olivácea (Lepidochelys olivacea) o la tortuga bastarda (Lepidochelys kempii). La tortuga plana (Natator depressus) se encuentra únicamente en la costa norte de Australia.

## Descripción general
Las tortugas marinas poseen unos caparazones que se unen lateralmente, lo que las protege de los depredadores y las variaciones en la temperatura. Sin embargo, no todos los caparazones de las tortugas son iguales. Por ejemplo, la tortuga laúd (Dermochelys coriacea) tiene un caparazón flexible y delgado, por eso se le suele llamar  tortuga de cuero.

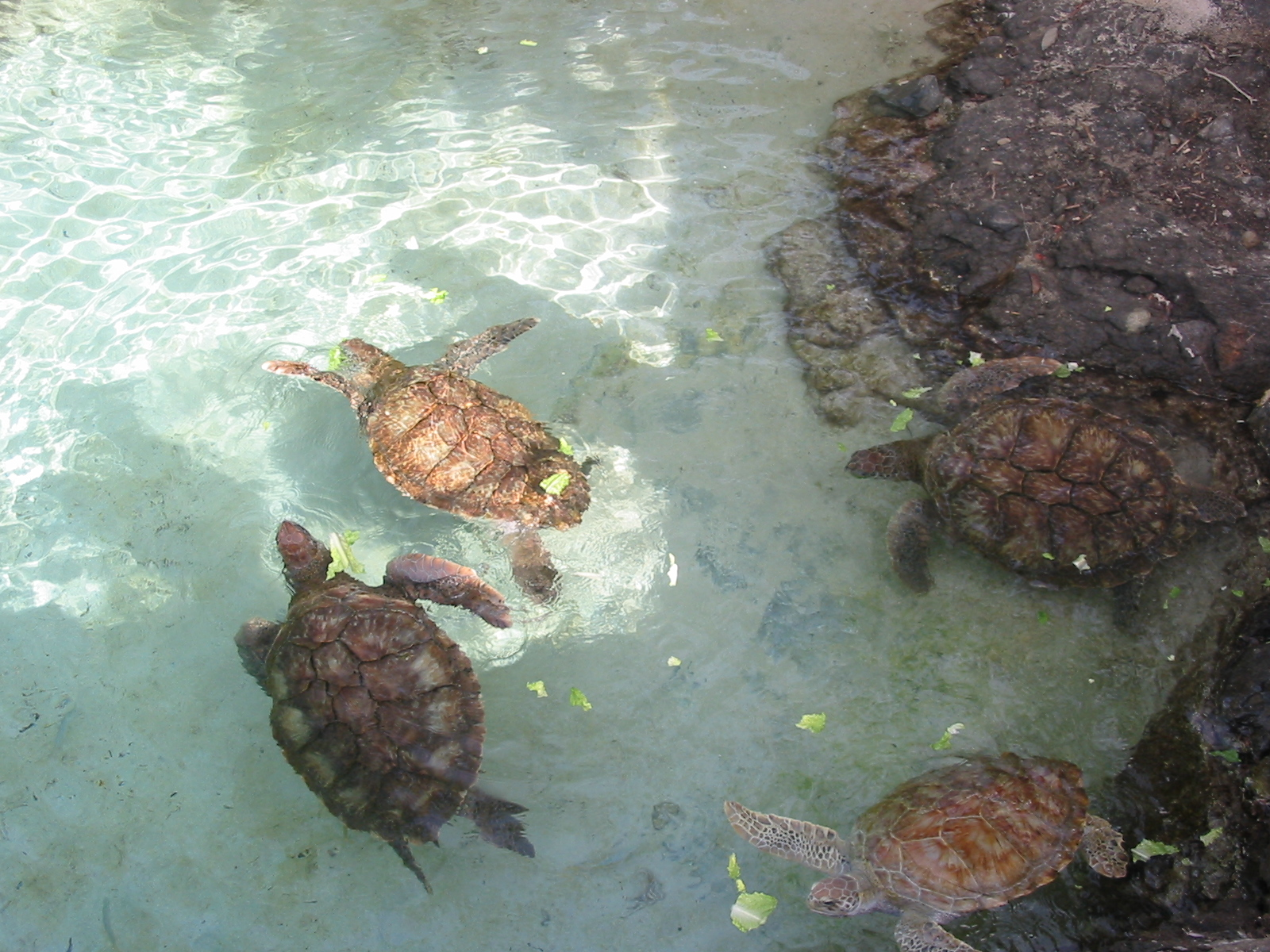
Tortugas alimentándose en Coral World.

Las tortugas marinas pueden vivir aproximadamente 100 años según su especie. Pueden alcanzar 27 km/h a 35 km/h nadando en el mar. Poseen un cuello conformado por 8 vértebras, el cual no pueden introducir dentro del caparazón, y tienen en general poca movilidad.
Las tortugas carecen de dientes, pero tienen picos cortantes en la parte superior e inferior de su boca. Por otro lado, algunas tortugas marinas han modificado sus papilas gustativas en forma de pinchos afilados, estos les sirve para evitar que se escapen las presas, como las medusas. Además no poseen oídos externos, sino un oído interno muy eficiente. Pueden oír por las vibraciones del suelo y detectar la presencia de sus depredadores. Poseen una lengua muy áspera.
Su gran orientación bajo el agua mediante los sentidos de la vista, el oído y la detección de campos magnéticos continúa representando una de las principales incógnitas en sus largos viajes oceánicos. No es cierto que las tortugas marinas siempre vuelvan a la playa donde nacieron. Las hembras pueden mantener los huevos en su interior durante un periodo de tiempo que aún no se conoce hasta que encuentran un lugar idóneo para la puesta. Se dan frecuentemente casos de anidación en playas nunca antes visitadas por ellas, constituyendo aún un misterio cómo consiguen orientarse en plena noche para localizar un lugar de arena rodeado de entornos urbanos y de rocas desde mar adentro.
Para cada uno de los siete tipos de tortugas marinas, las hembras y los machos tienen el mismo tamaño; no existe dimorfismo sexual.
En general, las tortugas marinas tienen un plan corporal más fusiforme que sus homólogos terrestres o de agua dulce. Este estrechamiento en ambos extremos reduce el volumen y significa que las tortugas marinas no pueden retraer la cabeza y las extremidades dentro de sus caparazones para protegerse, a diferencia de muchas otras tortugas y galápagos. Sin embargo, la forma hidrodinámica de su cuerpo reduce la fricción y la resistencia en el agua y permite a las tortugas nadar con mayor facilidad y rapidez.
La tortuga laúd es la tortuga marina más grande, mide 2-3 m (6-9 ft) de longitud, 1-1,5 m (3-5 ft) de anchura y pesa hasta 700 kg (1500 lb). Otras especies de tortugas marinas son más pequeñas, siendo en su mayoría de 60-120 cm (2-4 ft) de largo y proporcionalmente más estrechas.
Los cráneos de las tortugas marinas tienen regiones de las mejillas encerradas en hueso. Aunque esta condición parece similar a la encontrada en los primeros reptiles fósiles conocidos (anápsidos), es posible que sea un rasgo de evolución más reciente en las tortugas marinas, situándolas fuera de los anápsidos.

## Adaptación
Las tortugas marinas son reptiles y por lo tanto son animales ectotermos, es decir, su temperatura corporal se ve afectada por las condiciones del medio. Las tortugas marinas regulan su temperatura alterando su comportamiento, como realizando inmersiones a gran profundidad para enfriar su cuerpo o nadando más rápido para que el calor de la actividad muscular aumente su temperatura. Las tortugas marinas también escogen las corrientes de agua fría o caliente con el mismo objetivo.
El sentido del olfato en las tortugas marinas es débil pero el de la vista se desarrolla mejor en estas que en las terrestres. El sentido del oído es muy agudo. Las tortugas marinas tienen un sentido de la orientación muy desarrollado, el cual les permite regresar a desovar a la misma playa en la que nacieron.

## Reproducción

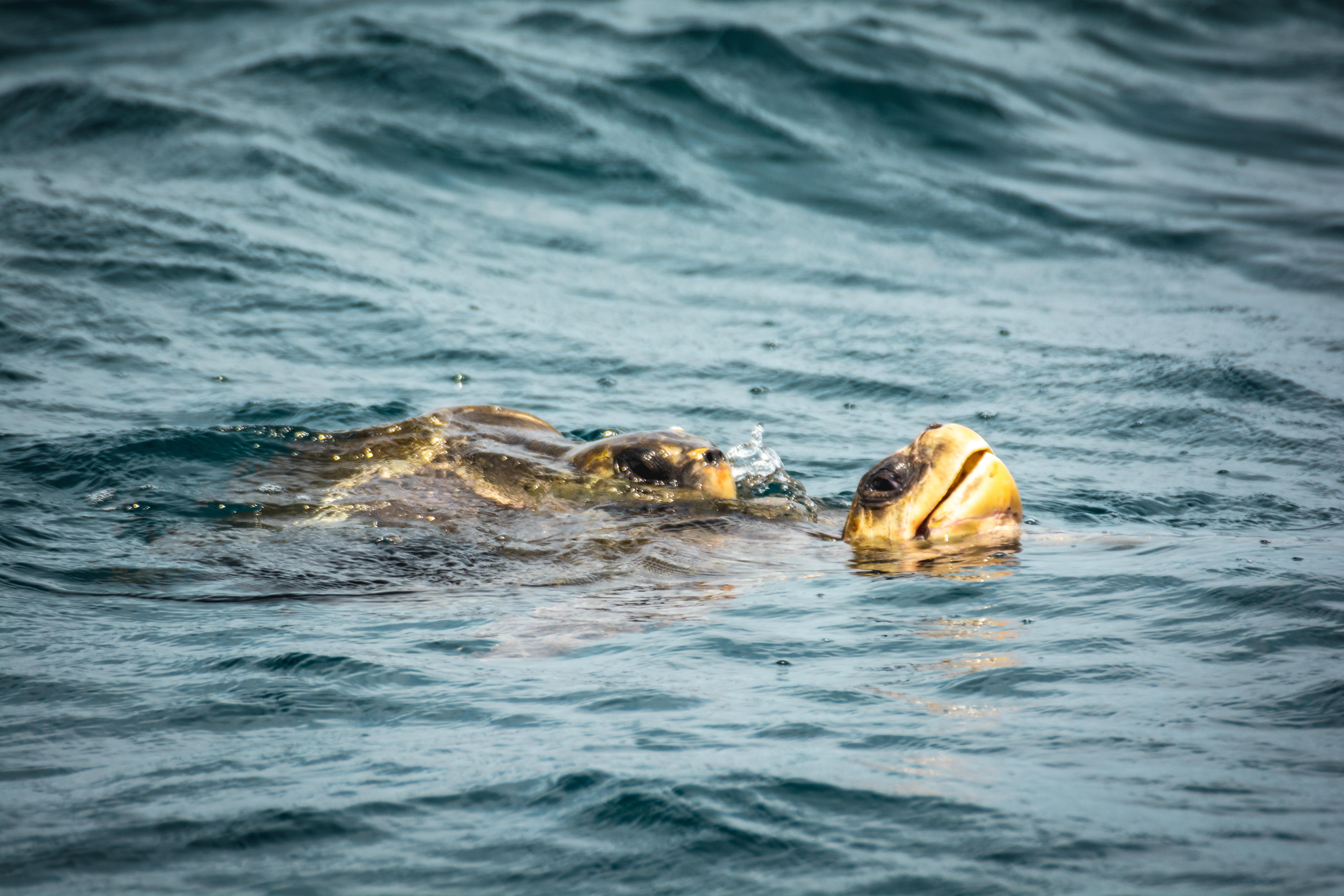
Tortugas marinas durante el apareamiento, en las costas de Oaxaca, México.

Los machos suelen ser más pequeños que las hembras y tienen la cola más larga y ancha. No son vistos en tierra porque son las hembras las que depositan los huevos en la playa. Las tortugas marinas poseen un orificio que tiene doble propósito: Expulsar el excremento y la reproducción. El pene de la tortuga macho se exterioriza a la edad de 6 a 8 años. A la hora del apareamiento los machos se posan en la parte superior de la hembra, clavan las garras e introducen el semen en la hembra, que puede almacenarlo durante varios años. La reproducción se suele dar en aguas profundas.

## Incubación

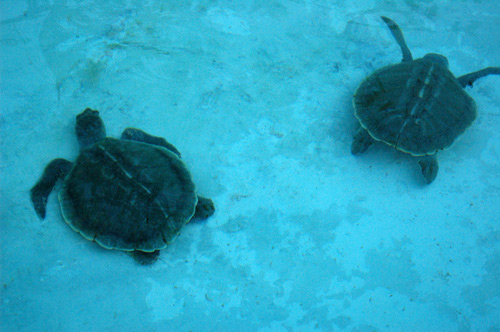
Tortugas jóvenes nadando por el fondo marino.

Los huevos tardan 2 a 3 semanas en formarse dentro de la hembra. Las tortugas hacen un recorrido muy largo por la playa hasta encontrar el lugar perfecto para el desove. Los lugares para el depósito de los huevos tienen que estar sin vegetación y a cierta distancia de la costa, ya que la marea alta podría llegar al lugar de incubación y arrastrar a los huevos. Para realizar la puesta las tortugas escarban un hoyo de entre 40 cm a 60 cm en los que depositan de 50 a 100 huevos.
La temperatura del nido es la que determina el sexo de las tortugas. La incubación puede durar entre 40 o 70 días. Los huevos se enfrentan a peligros como perros, mareas altas, traficantes de huevos para su posterior venta, turistas clavando sombrillas o haciendo castillos de arena. Las nuevas tortugas tratan de emerger en la noche cuando no hay tantos predadores y la temperatura baja. Las pequeñas tortugas siempre esperan hasta que todas sus hermanas salgan del huevo, así salen todas a la vez dirigiéndose al mar.

## Crecimiento y alimentación
Las tortugas de tierra son herbívoras; las de agua dulce y las de mar, omnívoras. Las tortugas marinas comen coral, que les provee de calcio, vegetación acuática, algas, y las más carnívoras comen pequeños invertebrados o pulpos, las tortugas baúlas comen medusas. Las tortugas migran constantemente entre las áreas de alimentación y las de reproducción. Las tortugas se encuentran en las áreas de reproducción en invierno y en las de alimentación en verano.
Las tortugas marinas tienen un crecimiento ininterrumpido durante toda su vida. Al nacer, las tortugas pueden pesar 50 g, en un año 2 kg, a los 3 años 20 kg y 300 kg en la madurez (14 años). La madurez sexual la alcanzan entre los 6 y los 15 años.

## Taxonomía y evolución
Frecuentemente se considera que el género Chelonia incluye dos subespecies de la especie Chelonia mydas: la tortuga negra C. m. agassizii (Bocourt, 1868) en el Pacífico Oriental (de Baja California hacia el sur hasta Perú y hacia el oeste hasta las Islas Galápagos) y la tortuga verde C. m. mydas (Linnaeus, 1758) en el resto del rango de distribución global. Sin embargo, existe controversia sobre el estatus taxonómico de la tortuga negra, que algunos autores consideran una especie diferente, ya que difiere de la tortuga verde en tamaño, coloración, forma de carapacho (Groombridge y Luxmoore, 1989) y características osteológicas. Los resultados de diversos análisis de ADN tanto mitocondrial como nuclear no apoyan la distinción de la tortuga negra como una especie distinta (Bowen et al., 1992; Karl y Bowen, 1999). Por lo mismo, los tratados y convenciones internacionales como la Convención Internacional para el Comercio de Especies en Peligro de  Extinción (CITES) y la Convención Interamericana para la Conservación de las Tortugas Marinas (CIT) solamente reconocen a la especie Chelonia mydas.
Las tortugas marinas, junto con otras tortugas y galápagos, forman parte del orden Testudines. Todas las especies, excepto la tortuga laúd, pertenecen a la familia Cheloniidae. El nombre de la superfamilia Chelonioidea y el nombre de la familia Cheloniidae se basan en la palabra griego antiguo para tortuga: χελώνη (khelone). La tortuga laúd es el único miembro existente de la familia Dermochelyidae.
Las evidencias fósiles de tortugas marinas se remontan al Jurásico Tardío (hace 150 millones de años) con géneros como Plesiochelys, procedente de Europa. En África, la primera tortuga marina es Angolachelys, del Turoniano de Angola. Un linaje de testudines marinos no relacionados, los pleurodiros (de cuello lateral) bothremydidos, también sobrevivió hasta bien entrado el Cenozoico. También se cree que otros pleurodiros vivieron en el mar, como Araripemys' y pelomedusidoss extintos. Las tortugas marinas modernas no descienden de más de uno de los grupos de tortugas marinas que han existido en el pasado, sino que constituyen una única radiación que se diferenció de todas las demás tortugas hace al menos 110 millones de años. Sus parientes actuales más cercanos son, de hecho, las tortugas mordedoras (Chelydridae), tortugas bivalvas (Kinosternidae), y hickatee (Dermatemyidae) de las Américas, que junto con las tortugas marinas constituyen el clado Americhelydia.
El representante más antiguo posible del linaje (Panchelonioidea) que conduce a las tortugas marinas modernas fue posiblemente Desmatochelys padillai del Cretácico temprano. Desmatochelys era un protostegido, un linaje que más tarde daría lugar a algunas especies de gran tamaño, pero que se extinguió a finales del Cretácico. Actualmente se cree que están fuera del grupo de la corona que contiene a las tortugas marinas modernas (Chelonioidea), las relaciones exactas de los protostegidos con las tortugas marinas modernas aún se debaten debido a su morfología primitiva; pueden ser el grupo hermano de los Chelonoidea, o un linaje de tortugas no relacionado que evolucionó convergentemente adaptaciones similares.<Goulart, Isabella Vasconcellos (13 de enero de 2021). Evaluación de la evolución de Panchelonioidea (Testudines: Cryptodira) basada en morfometría filogenética.</ref> La primera tortuga marina "verdadera" que se conoce a partir de fósiles es Nichollsemys del Cretácico Temprano (Albiano) de Canadá. En 2022, se describió la especie fósil gigante Leviathanochelys de España. Esta especie habitó los océanos que cubrían Europa en el Cretácico Superior y rivalizó con los protostegidos gigantes concurrentes como Archelon y Protostega como una de las tortugas más grandes que han existido. A diferencia de los protostegidos, que tienen una relación incierta con las tortugas marinas modernas, se cree que [Leviathanochelys]' es una verdadera tortuga marina de la superfamilia Chelonioidea.
Las extremidades y el cerebro de las tortugas marinas han evolucionado para adaptarse a su dieta. Sus extremidades evolucionaron originalmente para la locomoción, pero más recientemente evolucionaron para ayudarles en la alimentación. Utilizan sus extremidades para sujetar, agarrar y buscar comida. Esto les ayuda a comer de forma más eficiente.

## Conservación

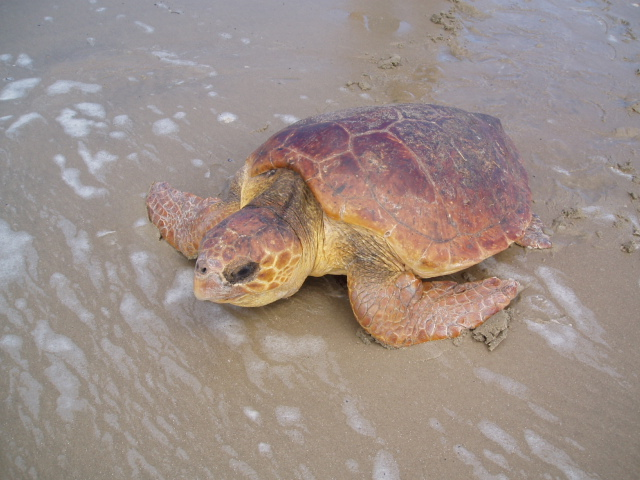
Tortuga cabezona Caretta caretta en Uruguay.

El hombre ha matado tortugas para aprovechar todo lo que hay en ella: carne, huevos, piel y su caparazón. Por ende ha habido masacres de tortugas y ahora la mayoría están en vías de extinción. Actualmente, se conservan las playas de desove como parques nacionales o reservas protegidas.
Los huevos de tortuga se comen en La India. En Sudamérica el aceite extraído de la tortuga tiene un gran valor como aceite para lámparas. En otros lugares se usa el caparazón para fabricar instrumentos musicales. Pero se pagó un gran precio con las masacres, ya que en tres siglos se mataron 100 millones de tortugas verdes.[cita requerida]
En la actualidad se está educando a la población mundial para que ayude en la protección de estos animales; además se está implementando una nueva técnica para redes de pesca TED (Turtle Exclusion Device, ‘dispositivo de exclusión de tortugas’) el cual permite que las tortugas salgan de las redes de pesca. También la WWF está ayudando a proteger a las tortugas marinas, con mayor peligro de extinguirse, haciendo donaciones a las organizaciones que las protegen.
Desde 1999 en Uruguay la organización no gubernamental Karumbé se destaca por colaborar en conservación de tortugas marinas.